# Freddie and the Dreamers
Freddie and the Dreamers bili su britanski beat sastav, koji je vrhunac popularnosti imao između 1963. – 1965. Njihov scenski nastup bio je dobrim dijelom vezan uz komičarske burleske njihovog pjevača Freddia Garritya (visog svega 1.60 m. ), koji je letio i plesao po pozornici s kraja na kraj.

## Povijest sastava
Članovi sastava bili su: pjevač, Freddie Garrity (rođen u Manchesteru, 14. studenog, 1936. umro - 19. svibnja, 2006.),  gitarist, Roy Crewdson (rođen u Manchesteru 29. svibnja, 1941. ), gitarist i usna harmonika, bas gitarist, Derek Quinn (rođen u Manchesteru 24. svibnja, 1942.), Peter Birrell( rođen u Manchesteru 9. svibnja, 1941.),  i bubnjar, Bernie Dwyer (rođen u Manchesteru 11. rujna, 1940., umro - 4. prosinca, 2002.).  
Freddie and the Dreamers bili su prvi engleski sastav koji nije bio iz Liverpoola (oni su bili iz Manchestera), i koji nije bio pod kontrolom i upravom manadžera Brian Epsteina a koji se uspio se vinuti na vrh popularnosti.
Imali su četiri velika britanska hita; If You Gotta Make a Fool of Somebody (prepjev skladbe Jamesa Raya), #3 1963., I'm Telling You Now, (#2 u kolovozu 1963.), You Were Made For Me, (# 3 u studenom 1963.) i I Understand, # 5 u studenom 1964.
Na vrhuncu svoje popularnosti pojavili su se i u četiri britanska filma; What a Crazy World(s pjevačem Joe Brownom), Seaside Swingers, Just for You i The Cuckoo Patrol.
Freddie and the Dreamers, stekli su kratku popularnost u Americi u doba britanske invazije, njihova skladba  I'm Telling You Now ( skladba Garritya i Mitcha Murrayja), postala je # 1 na američkim ljestvicama popularnosti u proljeće 1965.  
Njihova sljedeća američka uspješnica bila je Do the Freddie ( #18).

## Diskografija ( Britanska )

### Singl ploče
- If You Gotta Make A Fool Of Somebody/Feel So Blue (Columbia DB 7032), 1963 ( #3)
- I'm Telling You Now/What Have I Done To You? (Columbia DB 7086), 1963 ( #2)
- You Were Made For Me/Send A Letter To Me (Columbia DB 7147), 1963 ( #3)
- Over You/Come Back When You're Ready (Columbia DB 7214), 1964 ( #13)
- I Love You Baby/Don't Make Me Cry (Columbia DB 7286), 1964 ( #16)
- Just For You/Don't Do That To Me (Columbia DB 7322),1964 ( #41)
- I Understand (Just How You Feel)|I Understand/I Will (Columbia DB 7381), 1964 ( #5)
- A Little You/Things I'd Like To Say (Columbia DB 7526), 1965 ( #26)
- Thou Shalt Not Steal/I Don't Know (Columbia DB 7720),1965 ( #44)
- If You've Gotta Minute Baby/When I'm Home With You (Columbia DB 7857), 1966
- Playboy/Some Day (Columbia DB 7929), 1966
- Turn Around/Funny Over You (Columbia DB 8033), 1966
- Hello, Hello/All I Ever Want Is You (Columbia DB 8137), 1967
- Brown and Porter's (Meat Exporters) Lorry/Little Brown Eyes (Columbia DB 8200), 1967
- Little Big Time/Freddie Garrity: You Belong To Me (Columbia DB 8496), 1968
- It's Great/Gabardine Mac (Columbia DB 8517), 1968
- Get Around Downtown Girl/What To Do (Columbia DB 8606), 1969
- Susan's Tuba/You Hurt Me Girl (Philips 6006 098) 1970
- Here We Go/I Saw Ya (Polydor 2059 041), 1978

### EP ploče
- If You Gotta Make A Fool Of Somebody (Columbia Seg 8275, 1963)
- Songs From "What A Crazy World" (Columbia Seg 8287, 1964)
- You Were Made For Me (Columbia Seg 8302, 1964 )
- Over You (Columbia Seg 8323, 1964)
- Ready Freddie Go (Columbia Seg 8403, 1965)
- Freddie And The Dreamers (Columbia Seg 8457, 1965)

### Albumi
- Freddie And The Dreamers (Columbia 33sx 1577, 1963)
- You Were Made For Me (Columbia 33sx 1663, 1964)
- Sing Along Party (Columbia Sx1785, 1965)
- In Disneyland (Columbia Scx 6069, 1966)
- King Freddie And His Dreaming Knights (Columbia Sx 6177, 1967)
- Oliver In The Overworld (Starline Srs 5019, 1970)
- Breaking Out (Arny's Shack Records, AS 025, 1978)

## Vanjske poveznice
- Portal o klasičnim sastavima
- Službeni portal fun kluba